# Roger A. Powell
Roger A. Powell (* um 1945) ist ein ehemaliger englischer Badmintonspieler.

## Karriere
Roger Powell war ein ausgesprochener Doppelspezialist, alle seine bedeutenden Titel gewann er in dieser Disziplin - und alle gemeinsam mit David Eddy. 1968 wurden beide Europameister. Sie gewannen ebenfalls gemeinsam Ende der 1960er/Anfang der 1970er Jahre die Irish, Dutch und Scottish Open. Bei den All England scheiterten sie jedoch zweimal im Finale.

## Sportliche Erfolge
| Saison | Veranstaltung                               | Disziplin    | Platz | Name                      |
| ------ | ------------------------------------------- | ------------ | ----- | ------------------------- |
| 1968   | Schottland: Internationale Meisterschaften  | Herrendoppel | 1     | David Eddy / Roger Powell |
| 1968   | Europameisterschaft                         | Herrendoppel | 1     | David Eddy / Roger Powell |
| 1969   | Irland: Internationale Meisterschaften      | Herrendoppel | 1     | David Eddy / Roger Powell |
| 1969   | England: Einzelmeisterschaften              | Herrendoppel | 1     | David Eddy / Roger Powell |
| 1969   | All England                                 | Herrendoppel | 2     | David Eddy / Roger Powell |
| 1970   | Niederlande: Internationale Meisterschaften | Herrendoppel | 1     | David Eddy / Roger Powell |
| 1970   | All England                                 | Herrendoppel | 2     | David Eddy / Roger Powell |
| 1970   | Europameisterschaft                         | Herrendoppel | 3     | David Eddy / Roger Powell |